# 法政大学府中寮
法政大学府中寮（ほうせいだいがくふちゅうりょう）とは、東京都府中市北山町3-15-7に所在し、法政大学が所有していた学生寮で、学生による自主管理・自主運営がなされていた自治寮である。建設から40年以上が経過し、建物の老朽化などの問題で、2009年度末をもって廃寮した。
法政大学は府中市に広大な土地を所有しており、この一部を府中寮にあてた。なお府中寮東側の土地はのちに東芝に売却している。
敷地は広く第二寮（増寮）の動きもあった。

## 年表
- 1965年 学費値上げ反対運動を闘った多くの学生の要求によって「法政大学府中学生寮」建設。(法政大学HP参照）
- 1971年 寮監追放により、学生による自主管理・自主運営が開始（このころから法政大学府中寮と称するようになる）。
- 1981年 府中寮自主管理10周年集会を実施する。中核系は寮屋上、ノンセクトは寮敷地での実施となった。
- 1985年 このころまで中核派系の寮生が住む（その後しばらくは府中寮は中核系の寮と誤った分析を警察白書はしていた）。
- 1989年 テント劇団「風の旅団」の合宿を受け入れ（これ以降テント劇団の受け入れを数年行う）。
- 1991年 大雨による排水管のつまりから寮屋上に大量の水がたまる事件がある。この際、お詫びと称し学生部から一升瓶が届けられた。また自主管理20年集会を法政大学市ヶ谷キャンパスで実施。
- 1992年 大学との交渉事であった共益費協議会での一定の合意を行い、寮屋根補修の道筋ができる。
- 1993年 この年から数年間、一部で個室方式ではなく、共同部屋方式で生活する寮生活が行われた。
- 2000年 補修工事が行われ、内装・外装が改善される。
- 2003年 途中入寮選抜･在寮延長希望者選抜が開始される。
- 2004年 部局再編などの規約改正が行われる。
- 2006年 法政大学より、現在の寮生の卒寮をもって廃寮とする旨を伝えられる。
- 2010年 3月末にて廃寮。

## 法政大学府中寮の性格
- 自治寮ではあるが他大学の自治寮などとの定期的な交流は特にもちあわせていない。また、他の自治寮が採用する外泊者についても府中寮では採用していない。
- 1984年の法政大学多摩校舎開校以降、地理的な近さもあり、多摩地区の学生の入居もあり、法政祭では法政大学多摩祭に出店していたほか、合宿場所としての提供をおこなったこともある。
- 寮敷地にテント劇団などの合宿の受け入れをおこなったこともあり、劇団員との交流もあった。
- 居心地のよさ、寮費の安さ、大学までの距離などから留級や中退者もそれなりに出た。
- 学生による自治寮のため、寮運営に関することは学生たちが自ら実施している。
- かつては大学当局と対立するような関係にあり、団交によって要求を行ってきた。当時は、法政大学の入学パンフレットに府中寮が掲載されておらず、寮生が入試の際に寮生募集のチラシを配布していた。近年では意見交換会などの形で定期的な意見交換を交わしている。
- 自主管理・自主運営の一環として、新入寮生の選抜・選考も学生が行っていた。一方で、寮生として相応しくない者がいた場合は退寮させることが出来た(寮生大会で出席者の3分の2以上の賛成が必要)。
- かつては学卒後の無学籍者も在寮しており、41歳まで住んでいた寮生もいたほか、東京経済大学生など他大学の学生も住んでいた。廃寮時は法政大学の学生のみが入寮できた（Ⅰ部･Ⅱ部･通信教育･大学院を問わず）。
- 個人部屋は、原則として1年目は2人部屋だが、2年目以降は1人部屋になっていた。
- 共益費協議会がまとまるまでは、府中寮生は大学に「寮費」の納入を保留していた。その為、1年間の費用は自治会費の年24000円だけで住むことができた時代があった。ただし朝・夕の寮食は実費。
- 在寮するための年間経費は、数万円から10万円程度であった。
- 1フロア16室×4階の計64室あり、60～70人が住んでいた。
- 経済的に恵まれない学生に学業を継続する機会と個々の望む生活を実現する場を保証するために、男女の制限は無かった。
- 寮建設時は、工学部１年生のみの入寮規定があった。

## 寮内･寮生の雰囲気
- 寮生しか理解できない文字として、「うかんむり」に「R」と書いて「寮」というものがある。
- 大学の性格や規模から全国から寮生があつまり、春の歓迎会では大いに盛り上がった。また、方言が飛び交っているのも特徴であった。
- 4年生や在寮5年目以上(進学･留年等)の寮生、あるいは大学院から入寮した寮生のうち、寮自治会活動に特に熱心な寮生は｢元老院｣と呼ばれていた。しかし、寮閉鎖間際の数年は｢ピラニア軍団｣という呼称に変化した。
- 寮生同士で付き合い卒業後に結婚という寮生も数組存在する。
- その時々により、サッカー、ラーメン、バイク(車含む)などの寮内サークル的なものが存在した。また一時期は、グループ･派閥的なもの(～軍団･～党･～企画等)を組織することが流行したが、一部を除いて、それら団体の明確な活動目標は定かではない。
- 全寮生が行う日常的な業務の一つとして、来客対応･荷物対応などを行う受付業務があったが、夏･冬の長期休暇中は特別編成となり、数人のグループが1週間前後程度を集中して担当した。なお、冬期休暇中の12月31日から1月1日の2日間を担当期間に含むグループは｢越冬隊｣と呼ばれ、年末年始の食事等への配慮として、特別に寮自治会より｢越冬資金｣という名の予算が割り当てられていた。
- 個室での居住ではなく、4名で4部屋合同で実施する生活スタイルを採用する寮生もいた。食事当番を輪番制にするなど共同生活を発展させた形を採用した時代もあった。

## 寮自治会
- 寮生大会
寮自治会における最高決議機関で、全寮生によって構成される。寮運営に関わる事柄は全て寮生大会で承認されなくてはならない。そのため、原則として欠席は認められなかった。国会での本会議に相当。
- 議長団
寮生大会の円滑な進行が職務。選挙により選ばれる2名で構成されるが、正副議長の明確な区分けはなかった。国会での衆参議長に相当。
- 執行委員会
寮自治会唯一の執行機関。選挙により選ばれる正副委員長、各局正副局長･各フロア代表によって構成された。国会での内閣に相当し、各部局は霞ヶ関の各省庁に相当。
- 事務局
主に各種議事録の作成や年間活動記録の作成を行った。
- 経理局
主に予算･決算原案作成、各種集金などを行った。
- 総務局
受付室管理、受付担当編成、防災訓練、各所鍵管理、打ち上げ実施など、担当業務は幅広かった。
- 広報局
主に寮自通信の発行、通常時の入寮問い合わせ対応、卒寮生名簿管理などを行った。
- フロア会議
1階～4階までの各階に設置され、その階に住む寮生によって構成された。トイレ･流し場の使用について、騒音問題など、階毎の問題を必要に応じて協議した。執行委員会を内閣、委員長を総理大臣とすると、フロア会議は各自治体、フロア代表は首長に相当する。但し、フロア会議代表に首長ほどの権限はなかった。
- その他
選挙管理委員会、入寮選抜委員会、寮祭実行委員会、各学年会議、寮制度審議委員会などがあった。

## かつての寮自治会組織
2004年に部局再編等が行われるまでは、組織局、情宣･救対局、書記局、会計局の4局と、各フロア会議、各学年会議、各キャンパス(富士見Ⅰ部･富士見Ⅱ部･多摩･小金井･通教)会議、女性会議となっていた。
1992年の授業料値上げの際には、寮生有志による「府中寮学費値上げ阻止実行委員会」が結成されるなど、法政大学の学生団体の動向に連携した有志組織をつくっていた。
市ヶ谷や多摩キャンパスでは立て看板を複数所有しており、寮生の募集や、寮祭の告知などを立て看板をつかって宣伝していた。

## 寮内施設
- 受付室
寮の玄関脇にある受付室。週に１時間強程度の受付業務を寮生が分担して行った。
- 2階ホール
寮自治会の最高決議機関である寮生大会はここで行われた。2階ホールには自動販売機も設置してあり、寮生の交流の場にもなっていた。
- 食堂
食堂では寮食を食べることができた。寮食は大学より業務委託された業者の管理人が作ってくれた。
- 自治会室
執行委員会を始め、各部局会議などが行われた。原則、部外者(寮生以外)立ち入り禁止となっていた。汚さから「リンチ室」と揶揄されていた。
- 自習室
勉強スペースが設けてあり、試験前などは夜遅くまで勉強する寮生もいた。但し、私物を置いての占有、いわゆる｢場所取り｣は禁止されていた。
- 多目的室（A、B）
麻雀の雀卓があったり、ソファーがあったりと、寮生同士の憩いの場であると共に、会議室などにも利用された。応接室としても利用されており、外部からの来客があった場合なども使用することがあった。
- 浴室
1ヶ所しかないため、男女の区切りは時間帯によって決まっていた。深夜の時間帯は自由時間･早い者勝ちとなっていたが、ボイラーが停止しているために、ボイラー内の残り湯が無くなればお湯は出なかった。
- シャワー室
2000年の改装により新たに設置された。1ヶ所･1セットのみのため、浴室の使用割当時間に応じ、それとは逆の性別が使用できた(男性が浴室使用時は女性が使用可の形)。こちらは浴室とは異なり、24時間使用可能であった。朝の時間帯は競争が激しかった。

## 行事
円滑な寮運営、寮生間の交流、地域住民との交流のために、府中寮では様々な行事が行われていた。
- 春：新入寮生歓迎会、新入寮生学習会･オリエンテーション、大学通りでのお花見(有志による非公式行事)
- 夏：文化センター祭、前期打ち上げ、夏季学習会
- 秋：防災訓練
- 冬：寮祭、後期打ち上げ、新入寮生選抜、大掃除、三役改選選挙

かつては花火大会と称し、ロケット花火での撃ち合いを寮敷地内で行っていた。
都営住宅の建設で住民の苦情が出たことから取りやめとなった。

## 寮生OB,OG
- 鈴木一夫（すずき かずお）　：（文学部）盛岡市議会議員、法政大学野宿同好会創設者
- 田島央一（たじま よういち）：（経済学部）前北海道議会議員
- 浜崎正樹（はまさき　まさき）：（社会学部）FBS福岡放送の男性アナウンサー